# Топла клима
Топла клима је клима чије су средње месечне температуре износе најмање 20 °. То се односи на просторе између 30 и 40° сгш и јгш. Најизразитији представник је суптропска клима.